# Liste von Funktionären des Basketballverbandes von Schottland
Diese Liste ist eine Aufstellung von Funktionären des Basketballverbandes von Schottland.

## Aktueller Vorstand
| Funktion      | Name             | Beleg |
| ------------- | ---------------- | ----- |
| Präsident     | Stephen Ferguson | [ 1 ] |
| Vizepräsident | Kristine Johnson | [ 1 ] |
| Direktor      | Craig Chambers   | [ 1 ] |
| Direktor      | Jude Deacons     | [ 1 ] |
| Direktor      | Doug Folan       | [ 1 ] |
| Direktor      | Robyn Love       | [ 1 ] |
| Direktor      | Stephen McCall   | [ 1 ] |